# Manoir du Grail
Le manoir du Grail est un manoir situé en France dans la commune de Devesset, dans le département de l'Ardèche en région Auvergne-Rhône-Alpes qui fait l’objet d’une inscription à l'Inventaire général du patrimoine culturel depuis le 20 janvier 2006.

## Description
Une reconnaissance féodale faite à l'ordre de Malte de 1459 décrit Le Grail comme une maison carrée couverte en lauzes, grange y joignant couverte à paille, basse-cour, jardin, près, patureaux, terres, le tout contenant environ 70 cestercées.
Le 4 septembre 1794, à la suite de la condamnation à mort de l'abbé du Grail, un inventaire révolutionnaire décrit le Grail ainsi : huit pièces sont distribuées sur trois niveaux de la même façon avec un vestibule qui les répartit de part et d'autre. Au rez-de-chaussée la cuisine est à gauche, le salon est à droite. La chambre au-dessus du salon possède une alcôve. Le notaire ne décrit pas la tapisserie de Bergame qui couvre le mur, il se contente de la qualifier de vieille et de mauvaise. Les chaises à l'antique représentent certainement des meubles du siècle précédent.
La maison forte présente des murs en moellon de granite, des chaînes d'angle et des encadrements de baies en pierre de taille de granite. La toiture du corps de logis est à longs pans et deux croupes recouverts de lauzes ; les toits coniques des échauguettes sont en ardoises auparavant recouverts de lauzes. 
Sont conservés plusieurs vestiges du XVIe siècle: la bretèche, les bases d'encorbellement des deux échauguettes, le linteau en accolade de la porte d'entrée de l'élévation principale, la cheminée datée de 1558 dans l'étage de soubassement.
La maison forte a été remaniée dans la 1re moitié du XXe siècle : création de nombreuses ouvertures sur l'élévation principale, côté jardin.

## La famille du Grail, puis de Bernard de Talode du Grail

Armes des Bernard, Bernard de Ceyssac, Bernard de Talode

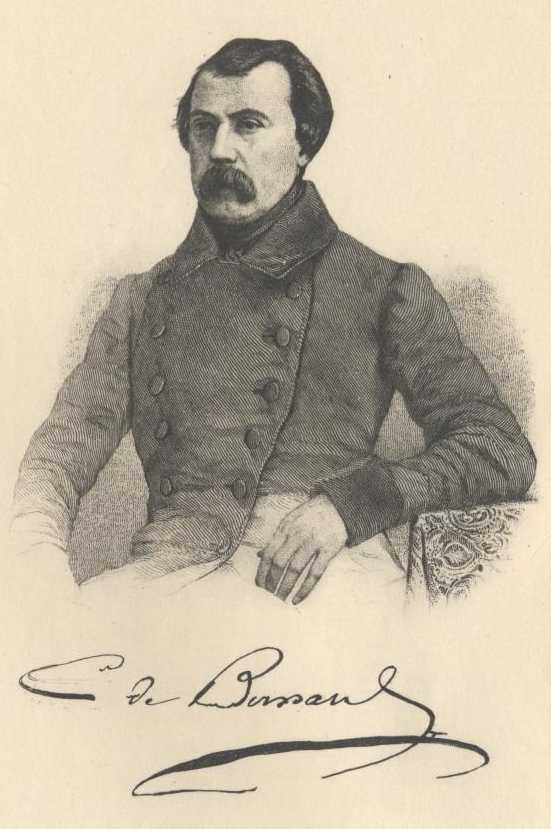
le romancier Charles de Bernard

Le premier Guilhelmin del Gralh alias de Vialeta apparaît dès 10 mai 1459, suit en 1461 Petrus de Gralho alias de Planchessus, puis Petrus de Graalis alias Planchetas.
Le 25 décembre 1621, noble Godefroy de Bernard, fils de noble Godefroy de Bernard, écuyer, seigneur de Talode (près de Bains) et de Ceyssac et de Gabrielle de Bergougheac, épouse  la dernière de cette famille du Grail, Isabeau, fille d'honorable Jean du Grail et d'honnête personne Anne Mourivon du lieu du Grail, paroisse de Saint-Agrève, dans la sénéchaussée du Puy.
Leur descendant Claude de Bernard de Talode du Grail prêtre réfractaire est guillotiné sur la place du Martouret du Puy en Velay le 16 février 1794,.
Pierre-Marie-Charles de Bernard du Grail de La Villette, dit Charles de Bernard est un romancier et nouvelliste français. Ami de Balzac, il connut une grande popularité dans les années 1840.
Le manoir du Grail a été conservé au sein de la même famille du XIVe siècle jusque dans les années 1970[réf. nécessaire].